# Asparus bicolor
Asparus bicolor är en fjärilsart som beskrevs av Walker 1855. Asparus bicolor ingår i släktet Asparus och familjen björnspinnare. Inga underarter finns listade i Catalogue of Life.